# Кост, Жан-Виктор
Жан Жак Мари Сиприан Виктор Кост (фр. Jean Jacques Marie Cyprien Victor Coste; 10 мая 1807 — 19 сентября 1873) — французский зоолог, основоположник научного рыбоводства и разведения устриц.
Окончил медицинский факультет университета в Монпелье под руководством известного учёного Жака Матье Дельпеша, совместно с которым написал свою первую научную работу, «Исследования по размножению млекопитающих и формированию эмбриона» (фр. «Recherches sur la génération des mammifères et la formation des embryons»; 1834). Специализируясь в области эмбриологии, выпустил «Курс сравнительной эмбриологии» (фр. «Cours d’embryogénie comparée»; 1837), «Овология кенгуру» (фр. «Ovologie du kanguourou»; 1838), «Общая и частная история развития живых организмов» (фр. «Histoire générale et particulière du développement des corps organisés»; 1847—1859). С 1844 г. был профессором эмбриологии в Коллеж де Франс.
C 1840-х гг. Кост занимался также рыбоводством, начав с работы «Гнездование колюшек» (фр. «Nidification des épinoches»; 1848). Заслужил почётную известность своими трудами по искусственному разведению рыб. Он первый в стенах научного учреждения начал проводить опыты по искусственному оплодотворению икры форели, выработал технику этого дела, изобрел выростной аппарат, известный под его именем, составил первое руководство по рыбоводству: «Instructions sur la pisciculture» (П., 1853 и 1856) и распространил это новое дело не только во Франции, но и в других странах. По плану Коста в 1852 основано в Эльзасе гюнингенское рыбоводное заведение — Etablisement Imperial de pisciculture. Заведение это ставило широкие задачи — заселить все воды Франции форелью. Деятельности Коста обязано и другое учреждение — морская лаборатория в Конкарно, первое в Европе учреждение такого рода, цель которого распространение сведений по рациональному разведению устриц.